# Prawa majowe
Tymczasowe regulacje dotyczące Żydów (znane również jako Prawa majowe) – restrykcje wobec żydowskich mieszkańców Rosji, wniesione przez ministra spraw wewnętrznych Rosji Nikołaja Ignatjewa i zatwierdzone 3 maja?/15 maja 1882 roku przez cara Aleksandra III Romanowa. Pierwotnie ustawy te miały mieć charakter tymczasowy aż do rewizji prawodawstwa dotyczącego rosyjskich Żydów, jednak pozostały w mocy przez ponad 30 lat.

## Treść Praw majowych
Treść Praw majowych brzmiała:
1. W formie środka tymczasowego, oraz do kiedy nie nastąpi zasadnicza rewizja ich statusu prawnego, dekretuje się, że Żydom zakazane jest osiedlanie się poza miastami i przedmieściami. Dopuszcza się wyjątek jedynie w przypadku żydowskich kolonii rolniczych.
2. Czasowo zakazuje się udzielania Żydom hipoteki na nieruchomości oraz rejestrowania Żydów jako najemców nieruchomości umieszczonych poza miastem i przedmieściami; jak również udzielania Żydom pełnomocnictwa do zarządzania i dysponowania takimi nieruchomościami.
3. Zakazuje się Żydom prowadzenia działalności gospodarczej w niedziele oraz w dni głównych świąt chrześcijańskich; istniejące regulacje dotyczące zamknięcia miejsc i punktów usługowych należących do chrześcijan w te dni stosują się również wobec Żydów.
4. Środki wyszczególnione w paragrafach 1, 2 i 3 stosuje się wyłącznie do administracji na terenie Strefy osiedlenia Żydów.

## Dalsze ustawodawstwo
W następnych latach dodano dalsze dyskryminacyjne przepisy. Uchwalono kwoty ograniczające liczbę Żydów dopuszczanych do szkół wyższych i uniwersytetów stosownie do procentu ich ludności w ogólnej populacji Rosji. 
W 1887 roku ograniczenia te pogłębiono, zawężając powyższe kwoty do 10% na terenie Strefy osiedlenia, 5% poza Strefą, z wyjątkiem Moskwy i Petersburga, gdzie obowiązywał górny limit 3%. Dla wielu miast Strefy osadnictwa, ze znaczną populacją Żydów, skutkiem tych represji były w połowie puste szkoły i znaczna liczba odrzuconych kandydatów na studia. Wielu studentów nie mogło ukończyć swojej edukacji w miejscu swojego urodzenia.
Liczba lekarzy żydowskich zatrudnionych w carskiej armii nie mogła przekroczyć 5%, zaś każdy żydowski prawnik, który pragnął stać się adwokatem, musiał otrzymać zgodę od ministerstwa sprawiedliwości.
Pod koniec okresu działania tych ustaw wydano również zakaz sprzedaży alkoholu przez Żydów.
Wiosną 1891 roku władze miejskie Moskwy pod przewodnictwem Sergiusza Aleksandrowicza Romanowa deportowały większość żydowskich mieszkańców tego miasta (z wyjątkiem niewielkiej liczby osób, których określano jako „użytecznych”), zaś nowo wybudowaną synagogę zamknięto. Wypędzenie około 20 tysięcy żydowskich moskwian sprowadziło na Rosję międzynarodowe potępienie. 
Nowe prawa ustanowione w 1892 roku zakazywały rosyjskim Żydom uczestnictwa w wyborach lokalnych, pomimo iż w wielu miastach w Strefie osiedlenia stanowili oni znaczną część ludności. 

"Poprzez tzw. regulacje miejskie (ros. Городовое положение) odbierano Żydom prawo do wybierania i bycia wybieranym do rad miejskich... W ten sposób wytworzyła się odwrotnie proporcjonalna ordynacja wyborcza: większość podatników miejskich została podporządkowana mniejszości, która rządziła miastem przeciwko interesom Żydów.”.

W następnym roku, poprzez Prawo o imionach (ros. „Об именах”), nałożono karę więzienia na tych Żydów, którzy „przyjęli imiona chrześcijańskie”. Przepisy nakazywały używania wyłącznie imion wpisanych do metryk urodzenia (ros. „какими они означены в метрических книгах”) we wszelkiej działalności gospodarczej, publikacjach, reklamach, wizytówkach itd. 
Prawa majowe funkcjonowały aż do zniesienia ich przez Rząd Tymczasowy Aleksandra Kiereńskiego w kwietniu 1917 roku. Razem z pogromami i innymi czynnikami, przyczyniły się do masowej emigracji Żydów. W okresie między 1881 a 1914 Rosję opuściło 2 miliony jej żydowskich mieszkańców.